# Klaus Hillenbrand
Klaus Hillenbrand, född 1957, är en tysk journalist och författare. Han är redaktör vid den tyska dagstidningen taz. Av hans böcker har Nicht mit uns utgivits i svensk översättning av Atlantis förlag under titeln Inte med oss.